# Alexandra Uhlig
Alexandra Uhlig (* 9. August 1981 in Leipzig) ist eine ehemalige deutsche Handballspielerin.

## Leben
Alexandra Uhlig ist die Tochter der DDR-Nationalspielerin Petra Uhlig. Die Rückraumspielerin wechselte vom HC Leipzig zu Bayer Leverkusen. 2006 wechselte sie zusammen mit der Tschechin Lucie Fabíková und ihren beiden früheren Junioren-Nationalmannschaftskolleginnen Marielle Bohm und Nadine Härdter zum Thüringer HC. Im Sommer 2010 schloss sie sich der HSG Blomberg-Lippe an. Nach ihrer Beurlaubung beim HSG Blomberg-Lippe wechselte sie Anfang 2011 zum Handball-Zweitligisten BSV Sachsen Zwickau. Alexandra Uhlig unterschrieb einen Vertrag bis 2013. Anschließend beendete sie ihre Karriere.

## Erfolge
- 3. Platz Juniorinnen-WM 2001
- 3. Platz Jugend-EM 1999
- 9. Platz EM 2000
- EHF Challenge Cup 2005
- Deutscher Meister 1999 und 2002
- DHB-Pokal 2000